# Mary Fields
Mary Fields (ur. prawdop. 1832 lub 1833 w hrabstwie Hickman, zm. 5 grudnia 1919 w hrabstwie Cascade), znana jako Stagecoach Mary (pol. Dyliżansowa Mary) – pierwsza oficjalnie zatrudniona czarnoskóra listonoszka w Stanach Zjednoczonych.

## Życiorys

### Wczesne życie
Urodzona jako niewolniczka. Jej matka pracowała w domu, a ojciec w polu, mimo to nauczono ją pisać i czytać. W ostatnich latach wojny secesyjnej pracowała na farmie Warnerów w Zachodniej Wirginii.
Wolność zyskała w 1863 roku. Podjęła pracę jako pokojówka na parostatku „Robert E. Lee” pływającym po Missisipi.

### Praca dla urszulanek
Pod koniec lat siedemdziesiątych XIX wieku przeniosła się do Ohio, gdzie dostała pracę jako pomoc domowa w zakonie urszulanek w Toledo. Tam nawiązała bliską relację z matką Amadeuszą Dunne, której rodzina była posiadaczami Fieldsów przed zniesieniem niewolnictwa. W 1884 roku Dunne przeniosła się do Montany, by utworzyć tam szkołę. Gdy w 1885 roku zachorowała na zapalenie płuc, posłała po Mary Fields, by ta się nią zajęła. Na miejscu opiekowała się nie tylko Dunne, ale też 400 kurami, ogrodem warzywnym, zajmowała się praniem i dostawami dla klasztoru z sąsiedniego miasteczka. Z obowiązków wywiązywała się dobrze, choć zakonnicom przeszkadzało to, że często krzyczała na innych, piła alkohol, paliła papierosy i posługiwała się bronią palną.
Współpraca Fields z urszulankami zakończyła się po 10 latach, gdy doszło do sytuacji, w której wraz z innym pracownikiem zakonu grozili sobie wzajemnie bronią. Mężczyzna wielokrotnie odmawiał przyjmowania poleceń od czarnoskórej kobiety i sprzeciwiał się otrzymywaniu niższego wynagrodzenia niż ona. Siostry zakonne z matką Dunne na czele chciały, by Fields mogła dalej pracować dla klasztoru, ale biskup Jan-Baptysta Brondel nakazał usunięcie jej ze stanowiska. Początkowo otworzyła jadłodajnię, ale interes upadł po 10 miesiącach, ponieważ nie pobierała opłat za posiłki od ubogich.

### Praca dla amerykańskiej poczty
W 1895 roku stanęła do konkursu o kontrakt na doręczanie poczty. Udało się jej zaprząc sześć koni do dyliżansu najszybciej ze wszystkich kandydatów. Podpisała umowę na dostarczanie przesyłek dyliżansem z Cascasde do okolicznych domów. Wśród nich był oddalony o mniej więcej 20 km klasztor, dzięki czemu pozostała w stałym kontakcie z urszulankami. Była drugą kobietą i pierwszą Afroamerykanką zatrudnioną przez amerykańską pocztę na tym stanowisku (ang. Star Route Carrier). Niezawodność zapewniła jej przydomek Stagecoach Mary (pol. Dyliżansowa Mary). Dowoziła pocztę o każdej porze roku, broniąc się przed bandytami i zwierzętami za pomocą pistoletów, które zawsze nosiła ze sobą. Po ośmiu latach przeszła na emeryturę.

### Emerytura
Osiadła na stałe w Cascade, gdzie otworzyła pralnię, w czym pomogły jej urszulanki. Pracowała też jako opiekunka do dzieci. Była fanką baseballu i przy różnych okazjach dawała miejscowej drużynie kwiaty ze swojego ogrodu.
W listopadzie 1919 roku zachorowała. Ówczesny burmistrz zorganizował dla niej miejsce w szpitalu Columbus w Great Falls i towarzyszył jej podczas transportu. Zmarła 5 grudnia. Jej ciało przetransportowano do Cascade pociągiem. Mieszkańcy pochowali ją na cmentarzu Hillside przy drodze do klasztoru, która była jej stałą trasą podczas dostarczania poczty.

## W kulturze
Jej historia została opisana w książce dla dzieci Fearless Mary: Mary Fields, American Stagecoach Driver autorstwa Tami Charles oraz fabularyzowanej biografii Deliverance: Mary Fields, First African American Woman Star Route Mail Carrier in the United States autorstwa Miantae Metcalf McConnell.